# Benedictus (lovsång)
Benedictus eller Sakarias lovsång är en lovsång i Nya Testamentet, närmare bestämt Lukas 1:68-79. Sakarias är Johannes Döparens far och han säger dessa ord vid Johannes Döparens omskärelse och namngivning. Benedictus är lovsångens latinska namn och kommer från lovsångens första ord välsignad.
Lovsången har sin plats i den liturgiska böneformen tidegärden, närmare bestämt i morgonbönen laudes.
Lovsångens lydelse Lukas 1:68-79 enligt Bibelkommissionens översättning år 2000:
"Välsignad är Herren, Israels Gud, som besöker sitt folk och ger det frihet.
Han reser för oss frälsningens horn i sin tjänare Davids släkt,
så som han för länge sedan lovat genom sina heliga profeter,
frälsning från våra fiender och alla som hatar oss.
Han visar barmhärtighet mot våra fäder och står fast vid sitt heliga förbund, den ed han svor vår fader Abraham:
att rycka oss ur våra fienders hand och låta oss tjäna honom utan fruktan, rena och rättfärdiga inför honom i alla våra dagar.
Och du, mitt barn, skall kallas den Högstes profet, ty du skall gå före Herren och bana väg för honom.
Så skall hans folk få veta att frälsningen är här med förlåtelse för deras synder genom vår Guds barmhärtighet och mildhet.
Han skall komma ner till oss från höjden, en soluppgång för dem som är i mörkret och i dödens skugga, och styra våra fötter in på fredens väg."